# アレクサンダー・クルーゲ
アレクサンダー・クルーゲ（Alexander Kluge, 1932年2月14日 - ）は、ドイツ・ザクセン＝アンハルト州出身の、映画監督。ニュー・ジャーマン・シネマを代表する一人。

## 経歴
第二次世界大戦後、マールブルク大学、フランクフルト大学で、法学、歴史学、音楽を学ぶ。1956年に博士号取得。フランクフルトへ戻っていた、テオドール・アドルノの社会学研究所の顧問弁護士を務め、そうする中で小説を書き始める。アドルノの勧めにより、映画研究を始め、1958年には、アドルノの仲介によりフリッツ・ラングと知り合い、助手を務める。1960年にP・シャモニと共同で製作した短編映画『石の獣性』でデビュー、同年のオーバーハウゼン国際短編映画祭で6つの賞を受けるなど好評を博す。1962年には「オーバーハウゼン・マニフェスト」に参加し、以降「若きドイツ映画」の中心的作家として活躍する。1966年に最初の長編『昨日からの別れ』がヴェネツィア国際映画祭で銀獅子賞を受賞、翌年の長編『サーカス小屋の芸人たち 処置なし』も同映画祭で金賞を受賞し、国際的な名声を得た。また、1977年にシュライヤー事件が起こると、翌年彼の提唱によって同事件を題材にした共同作品『秋のドイツ』が製作された。1985年クライスト賞、2003年ゲオルク・ビューヒナー賞、2009年テオドール・アドルノ賞など各種の文化賞も受賞。
クルーゲの作品は物語性を否定し、引用や字幕などを効果的に用いた分析的手法で、戦後ドイツの政治・社会状況を皮肉とユーモアを交えて描いた物が多い。一方で文筆活動にも精力的で、映画の原作も手がけるほか、小説『履歴書』、『戦場の記述』なども発表し、高い評価を受けている。1973年以降、フランクフルトのゲーテ大学の員外教授も務めている。

## 主な作品
- 石の獣性（共同監督、短編） Brutalität in Stein (1960)
- 成功証明のポートレート（短編） Porträt einer Bewährung (1964)
- 昨日からの別れ Abschied von gestern (1966)
- ポーカー Pokerspiel (1966)
- 1872年1月5日生まれのブラックバーン夫人が撮影される（短編） Frau Blackburn, geb. 5. Jan. 1872, wird gefilmt (1967)
- サーカス小屋の芸人たち 処置なし Die Artisten in der Zirkuskuppel: ratlos (1967)
- 御し難いレニ・パイケルト Die unbezähmbare Leni Peickert (1969)
- 大きな混乱 Der große Verhau (1970)
- 攻撃船に我々は3×270億ドル投じる（短編） Wir verbauen 3 x 27 Milliarden Dollar in einen Angriffsschlachter (1971)
- ヴィリー・トープラーと第6艦隊の壊滅 Willi Tobler und der Untergang der 6. Flotte (1972)
- 定めなき女の日々 Gelegenheitsarbeit einer Sklavin (1973)
- 危急の際に中道は死（共同監督）  In Gefahr und größter Not bringt der Mittelweg den Tod (1974)
- 過激なフェルディナント Der starke Ferdinand (1975)
- 邪悪な戦争に今夜、斯くも脅えて忍んで行く Zu böser Schlacht schleich ich heut Nacht so bang (1977)
- ホーエンシュタウフェン記念展に備える人々（共同監督） Die Menschen, die das Stauffer-Jahr vorbereiten (1977)
- ホーエンシュタウフェン記念展に備える人々（二部作、共同監督、短編） Nachrichten von den Stauffern I und II (1977)
- 秋のドイツ（共同監督） Deutschland im Herbst (1978)
- 愛国女性 Die Patriotin (1979)
- 候補者（共同監督） Der Kandidat (1980)
- 戦争と平和（共同監督） Krieg und Frieden  (1982)
- 感情の力 Die Macht der Gefühle (1983)
- 盲目の映画監督 Der Angriff der Gegenwart auf die übrige Zeit (1985)
- 雑報 Vermischte Nachrichten (1986)